# Harvel (Illinois)
Harvel – wieś w Stanach Zjednoczonych, w stanie Illinois, w hrabstwie Montgomery.